# Тухватуллин, Ильмир Фаридович
Тухватуллин Ильмир Фаридович — российский борец по корэш. Родился 20 ноября 1991 года в селе Биектау (Рыбно-Слободский район Татарстана).
Мастер спорта России международного класса по борьбе корэш, мастер спорта России по борьбе на поясах. Состоит в Сборной России по борьбе корэш.
Многократный Чемпион Татарстана (2013, 2014, 2015, 2017, 2018, 2020, 2021, 2022, 2023гг.), Чемпион России (2013, 2014, 2015, 2017, 2018, 2020, 2021, 2022 гг.). Трёхкратный Чемпион Мира (2018, 2020, 2022 гг.).
Победитель Международный соревнований: Всемирные игры боевых в Санкт-Петербурге (2013 год, 1 место), Париж (2017 год, 1 место), Всемирные игры кочевников в Турции (2022, 1 место).
Многократный победитель республиканских сабантуев.
Абсалютный Батыр Казанского Сабантуя ( Мирный , Березовая Роща) 2025 год.
Тренер: Давлетшин В.Т.